# Пресвитер Теофил
Теофил, Магистр Теофилус, пресвитер Теофил (Феофил) (лат. Theophilus Presbyter) — псевдоним монаха бенедиктинского ордена, писателя, алхимика и «златокузнеца» (нем. Goldschmied), жившего в начале XII века, предполагаемого автора компилятивного латинского труда, известного под названием «Записка о разных искусствах» (лат. Schedula diversarum artium), или «О различных искусствах» (лат. De diversis artibus), в котором подробно описаны различные ремесленные техники Средневековья.

## Биографические сведения
Традиционно считалось, что под псевдонимом «Пресвитер Теофил» работал средневековый мастер, вероятно, ювелир, чеканщик по металлу или стеклодел, Роже (или Рогир) из Хельмарсхаузена (нем. Roger von Helmarshausen) — автор ряда росписей в Кёльне и переносных алтарей, два из которых сохранились в кафедральном соборе Падерборна. Монастырь в Хельмарсхаузене (ныне пригород Бад-Карлсхафена) был на рубеже XI—XII веков крупным центром художественных ремёсел.
Немецкий историк Экхард Фрайзе подтвердил эту гипотезу и датировал рукопись Теофила первым двадцатилетием XII века. Мастер Роже, по-видимому, происходил из аббатства Ставло в районе реки Маас, работал между 1100 и 1107 годами в церкви Святого Панталеона в Кёльне и переехал в аббатство Хельмарсхаузен в 1107 году. Однако до настоящего времени не все исследователи разделяют эту теорию.

## «Записка о разных искусствах»
Произведение Теофила представляет собой подробный обзор техник средневековых ремёсел. Первая часть посвящена живописи — вернее, изготовлению и употреблению различных видов красок и чернил, в том числе для иллюминирования манускриптов, стенных росписей, а также использования масляных красок. Вторая — стеклодувному делу, технике росписи стекла и создания витражей. Третья часть связана, главным образом, с различными видами обработки металлов и ювелирных работ, а также содержит начальное руководство по созданию музыкальных органов и «колокольчиков». Колокола, отлитые по этой инструкции, называются колоколами Теофила.
Древнейшая рукописная копия книги Теофила была обнаружена Г. Э. Лессингом, когда тот работал библиотекарем в Вольфенбюттеле; этой находке посвящена статья Лессинга «О прошлом масляной живописи, по сведениям пресвитера Теофила» («Vom Alter der Ölmalerey aus dem Phedophilus Presbyter», 1774). Отрывки из труда Теофила, опубликованные Лессингом, вызвали большой интерес, поскольку опровергали миф, изложенный Джорджо Вазари о том, что создателем техники масляной живописи был Ян ван Эйк в начале XV века.
Другой список работы Теофила был найден в Вене. На протяжении XIX века труд Теофила был переведён на ряд европейских языков: английский, французский, польский, португальский, испанский, венгерский, немецкий, итальянский, японский, болгарский и русский. Наиболее распространён немецкий перевод Альберта Ильга. Сочинение Теофила иногда называют «Библией средневековых мастеров», оно имело для своего времени значение своеобразной «универсальной энциклопедии технологии художественных ремёсел».

## Текст и переводы
- Оригинальный текст Schedula diversarum artium
- Русский перевод: Манускрипт Теофила «Записка о разных искусствах» // Всесоюзная центральная научно-исследовательская лаборатория по консервации и реставрации музейных художественных ценностей (ВЦНИЛКР). Сообщения. Вып. 7. Москва, 1963.